# East New York (Brooklyn)
East New York (también conocido como "E.N.Y.") es un barrio residencial localizado en el este de Brooklyn, borough de Nueva York. El barrio forma parte del Brooklyn Community Board 5. Sus límites, inician desde el norte: Cypress Hills Cemetery hacia el norte, el Borough de Queens al este, la bahía de Jamaica al sur, y el siguiente tren hacia la Avenida Van Sinderen al oeste. Linden Boulevard y la Avenida Atlantic son las principales arterias de East New York. Los códigos postales incluye 11207, 11208 y 11239. El área es patrullada por el 75.º Precinto localizado en 1000 Sutter Avenue. El área del New York City Housing Authority (NYCHA) es patrullada por el P.S.A. 2 del Departamento de Policía de Nueva York. Durante el siglo XX, East New York se convirtió predominantemente en un pueblo de transeúntes habitado por afroamericanos e hispanos.  El crimen violento también es problema de la comunidad.

## Demografía
East New York tiene una población de alrededor de 90,000 personas. Más de la mitad de la población vive sobre el umbral de pobreza y recibe asistencia pública (Temporary Assistance for Needy Families [TANF], ayuda del gobierno, Supplemental Security Income y Medicaid). East New York es predominantemente habitado por afroamericanos con una gran comunidad de puertorriqueños.
La gran mayoría de los hogares son de alquiler.